# Dash Wilder
Daniel Marshall Wheeler (born May 17, 1987) je  američki profesionalni hrvač. Potpisao je ugovor s WWE-om gdje se bavi hrvanjem na Raw brandu pod  imenom u ringu Dash Wilder. Zajedno sa Scottom Dawsonom u The Revival su bivši dvostruki prvaci po NXT-u i jedanput po WWE-ovu Rawu. 

## Vanjske poveznice
|  | Zajednički poslužitelj ima još gradiva o temi Dash Wilder |